# Олимпия (футбольный клуб, Грудзёндз)
«Оли́мпия» Грудзёндз (пол. Olimpia Grudziądz) — польский футбольный клуб, выступающий в Второй лиге.

## История
В данный момент в состав общества входят три футбольные команды, секции лёгкой атлетики, дзюдо и настольного тенниса. В прошлом функционировали секции спидвея, тенниса, баскетбола, хоккея на траве, гребли, бриджа, шахмат, и парусного спорта. Одним из наиболее известных представителей общества является Бронислав Малиновский — олимпийский чемпион 1980 года в беге на 3000 метров с препятствиями.
По итогам сезона 2008/09 первая футбольная команда вышла во Вторую лигу. Одержав победу в сезоне 2010/2011,  «Олимпия» вышла в Первую лигу, которую покинула в 2018 году.